# Желтушки (подсемейство)
Белянки-колиадины, или желтушки (лат. Coliadinae) — подсемейство белянок. Около 300 видов бабочек. Наиболее известные представители в фауне России — крушинница, или лимонница, (Gonepteryx rhamni) и желтушка торфяниковая (Colias palaeno).

## Описание
Для представителей этого подсемейства характерна жёлтая или оранжевая окраска крыльев у самцов, а иногда и у обоих полов. В покое крылья складываются вверх. Гусеницы как правило зелёные с светлой полосой по бокам. Волоски на теле гусениц короткие.

## Систематика
В состав подсемейства входят:
- Anteos Hübner, 1819
- Aphrissa Butler, 1873
- Catopsilia Hübner, 1819
- Colias Fabricius, 1807
- Eurema Hübner, 1819
- Gandaca Moore, 1906
  - Gandaca harina (Horsfield, 1829)
- Gonepteryx Leach, 1815
- Kricogonia Reakirt, 1863
- Nathalis Boisduval, 1836
- Phoebis Hübner, 1819
- Zerene Hübner, 1819